# Liste der Einträge im National Register of Historic Places im Chariton County

Lage des Chariton County in Missouri

Die Liste der Einträge im National Register of Historic Places im Chariton County in Missouri führt die Bauwerke und historischen Stätten im Chariton County auf, die in das National Register of Historic Places aufgenommen wurden.

## Legende
| NRHP | Historic Place    |
| HD   | Historic District |

## Aktuelle Einträge
| [ 3 ] | Name                                         | Bild                                         | Eintragsdatum        | Lage                                                                                          | Ort         | Beschreibung |
| ----- | -------------------------------------------- | -------------------------------------------- | -------------------- | --------------------------------------------------------------------------------------------- | ----------- | ------------ |
| 1     | Chariton County Jail and Sheriff’s Residence | Chariton County Jail and Sheriff’s Residence | 1997 ID-Nr. 96001597 | 305 South Cherry Street 39° 25′ 58″ N, 92° 56′ 30″ W                                          | Keytesville |              |
| 2     | Dalton Vocational School Historic District   |                                              | 2002 ID-Nr. 02000832 | 4th Street und MO J 39° 24′ 13″ N, 92° 59′ 36″ W                                              | Dalton      |              |
| 3     | First Presbyterian Church                    | First Presbyterian Church                    | 1977 ID-Nr. 77000802 | Hill Street Ecke East Street 39° 26′ 9″ N, 92° 56′ 13″ W                                      | Keytesville |              |
| 4     | Locust Hill                                  |                                              | 1980 ID-Nr. 80002349 | Östlich von Brunswick an der SR Y 39° 26′ 16″ N, 93° 6′ 37″ W                                 | Brunswick   |              |
| 5     | Redding-Hill House                           | Redding-Hill House                           | 1969 ID-Nr. 69000092 | 100 West North Street 39° 26′ 13″ N, 92° 56′ 12″ W                                            | Keytesville |              |
| 6     | Salisbury Square Historic District           | Salisbury Square Historic District           | 2009 ID-Nr. 09000409 | 402, 404, 406, 407, 408, 502, 504, 506 und 508 South Broadway 39° 25′ 10,4″ N, 92° 48′ 6,1″ W | Salisbury   |              |
| 7     | Fabrishous and Sarah A. Thomas House         | Fabrishous and Sarah A. Thomas House         | 1999 ID-Nr. 99000744 | 302 East 2nd Street 39° 25′ 22″ N, 92° 47′ 53″ W                                              | Salisbury   |              |